# Araneus licenti
Araneus licenti är en spindelart som beskrevs av Schenkel 1953. Araneus licenti ingår i släktet Araneus och familjen hjulspindlar. Inga underarter finns listade i Catalogue of Life.